# 울진여자고등학교
울진여자고등학교는 경상북도 울진군 울진읍에 있었던 공립 고등학교이다.

## 연혁
- 1964년 3월 5일: 개교
- 1999년 2월 28일: 폐교 및 울진고등학교로 통합

## 같이 보기
- 울진고등학교